# Rzyczanka

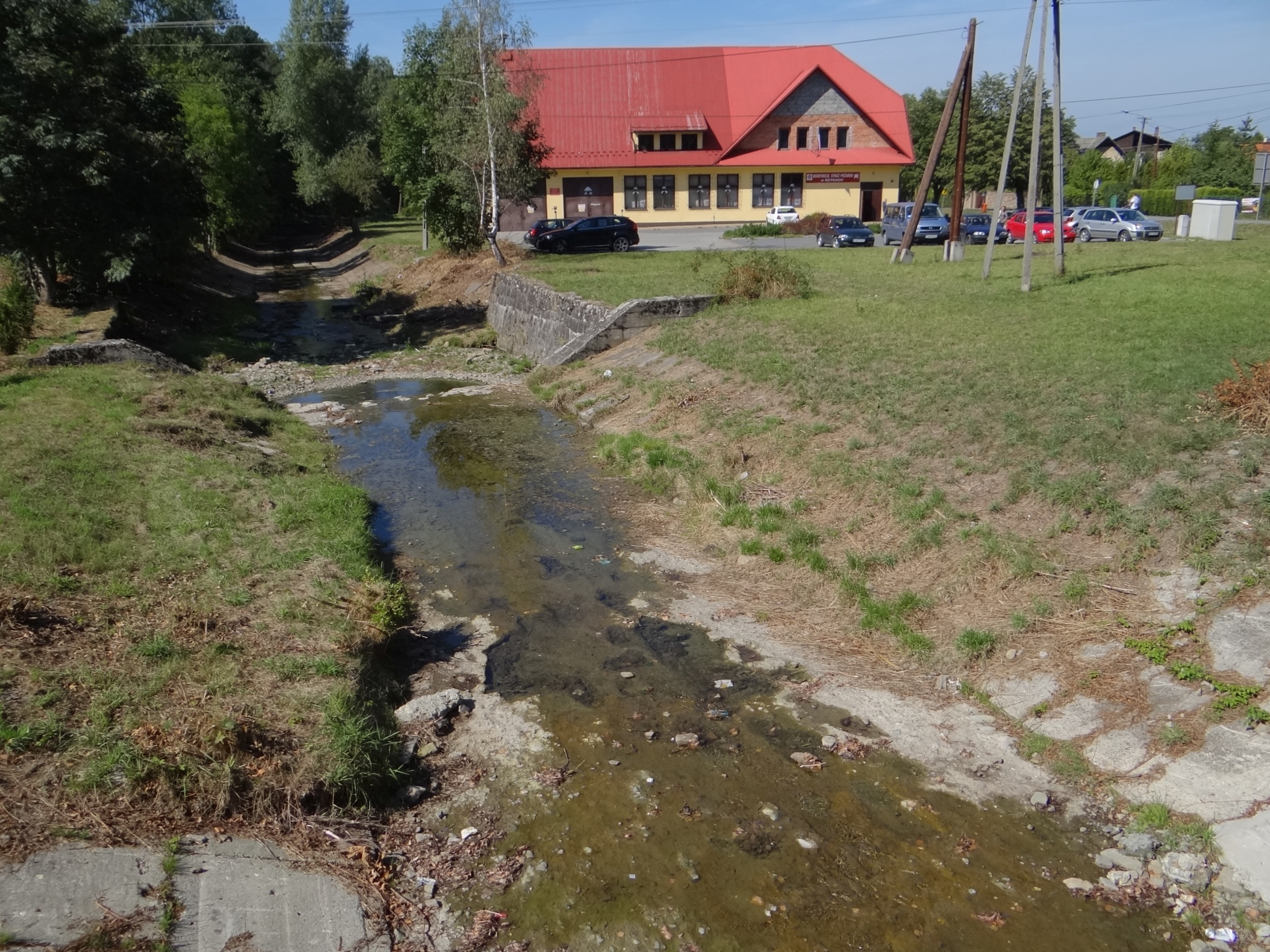
Rzyczanka w Rzykach

Rzyczanka – potok, dopływ Wieprzówki w Beskidzie Małym. Zlewnia Rzyczanki znajduje się na północnych i zachodnich stokach Pasma Łamanej Skały, na odcinku od Potrójnej (847 m) po Groń Jana Pawła II i jego północno-zachodni grzbiet ze szczytami: Czoło, Gancarz i Czuba, w całości w obrębie miejscowości Rzyki. Najwyżej położone źródła Rzyczanki znajdują się na wysokości 800 m pod Leskowcem. Uchodzi do Wieprzówki w centrum miejscowości Rzyki, poniżej remizy strażackiej. Następuje to na wysokości 402 m, w miejscu o współrzędnych 49°48′54″N 19°23′13″E/49,815000 19,386944. Na niektórych mapach Rzyczanką nazywa się także potok płynący od tego miejsca w dół, do Andrychowa, aż do ujścia Targaniczanki, jednak według urzędowego wykazu wód płynących Polski jest to już rzeka Wieprzówka.
.
Nazwa potoku pochodzi od nazwy wsi Rzyki. Jest to potok górski o dużym spadku. Wyraźne są w nim procesy erozyjne oraz akumulacyjne, występują też duże wahania przepływu. Wiosną zdarzają się lokalne podtopienia i powodzie. Dolny odcinek jest uregulowany hydrotechnicznie.